# 石原裕次郎の作品
石原裕次郎の作品（いしはらゆうじろうのさくひん）では、石原裕次郎の歌った曲を列挙する。ただし、曲順が年代と一致するとは限らない。

## 思い入れ
子供の頃から俳優業よりも歌が大好きであった彼は、李香蘭の「紅い睡蓮」を映画館で初めて聞いて覚えたという。しかし彼の大好きな曲は憧れであるディック・ミネの「夜霧のブルース」と霧島昇の「胸の振子」である。（1978年ビッグショーより）

## エピソード
あがり症の為、車に乗ったとき自分の曲を音楽関係者が歌っているデモテープを聞き、彼なりの独特の歌唱方法を身に付ける。当日のうちに曲と詞を覚え、レコーディングスタジオに着き、レコーディングの時は必ずビールを飲んだ。その際ヘッドホンを生涯一度も付けなかった。またレコーディングは一回で成功したとも言われ、その後はすぐに忘れてしまうという。再度同じ曲に試みる場合は楽譜（詞入り）があれば思い出せるという。吹込みでは数多くのバンドのセッションをレコーディングでこなしてきた。ただしテレビ番組のときは自身のマイクで歌った。

## 主な代表曲・総売上
本項の出典は、『KAMZINE カムジン』（産業経済新聞社）2005年8月号、41頁。テイチクエンタテインメント調べ、2005年5月現在。
シングル売上トップ20（枚数順）
1. 銀座の恋の物語 - 335万枚（1961年）
2. 二人の世界 - 285万枚（1965年）
3. 赤いハンカチ - 275万枚（1962年）
4. 夜霧よ今夜も有難う/粋な別れ - 255万枚（1967年）
5. 俺は待ってるぜ - 193万枚（1957年）
6. 狂った果実 - 190万枚（1956年）
7. 錆びたナイフ - 175万枚（1957年）[1]
8. 俺はお前に弱いんだ - 175万枚（1964年）
9. 夜霧の慕情 - 170万枚（1966年）
10. ブランデーグラス - 152万枚（1977年）
11. 夕陽の丘 - 140万枚（1963年）
12. 北の旅人 - 125万枚（1987年）
13. わが人生に悔いなし - 85万枚（1987年）
14. 恋の町札幌 - 65万枚（1972年）
15. 嵐を呼ぶ男 - 62万枚（1958年）
16. 別れの夜明け - 62万枚（1974年）
17. サヨナラ横浜 - 53万枚（1971年）
18. おれの小樽 - 43万枚（1983年）
19. 港町 涙町 別れ町 - 42万枚（1969年）
20. みんな誰かを愛してる - 40万枚（1979年） ドラマ「西部警察」主題歌

シングル総売上
- シングルレコード - 237タイトル、4120万枚、179億円
- CDシングル - 62タイトル、260万枚、19.5億円
- シングルカセット - 125タイトル、277万枚、19.2億円
- シングル計 - 424タイトル、4657万枚、217.7億円

アルバム・映像ソフト総売上
- LPレコード - 223タイトル、913万枚、131億円
- CD - 1176タイトル、489万枚、125億円
- カセット - 264タイトル、700万枚、180億円
- カートリッジ - 121タイトル、182万枚、59億円
- ビデオ - 5タイトル、18万枚、6億円
- DVD/DVD-Audio - 2タイトル、3000枚、0.2億円
- ETERNAL (13th Memorial) - 1タイトル、1.2万枚、15億円
- THE SUPERIOR (17th Memorial) - 1タイトル、3000枚、4億円
- アルバム計 - 1793タイトル、2303.8万枚、520.2億円
- 総合計 - 2217タイトル、6960.9万枚、737.9億円

## コンサート
- 1957年：第8回NHK紅白歌合戦（江利チエミの応援で駆けつける。）
- 1958年：美空ひばりショー（両国国際スタジアム）（ゲスト出演）
- 1965年：「全国縦断リサイタル」（全国26都市・35ヶ所）
- 1967年：「第2回全国縦断リサイタル」（東京･大阪･名古屋･京都で24ステージ）

## 賞歴
- 日本テレビ音楽祭特別賞（死後）
- 銀座音楽祭 特別賞（死後）
- 全日本歌謡音楽祭 朝日新聞社賞（死後）
- 日本レコード大賞特別賞（1967年、1975年、死後）（1981年ロングセラー賞）
- 日本ゴールドディスク大賞特別賞（死後）
- 日本歌謡大賞特別賞（死後）
- 日本有線大賞特別賞（1981年）
- テイチクヒット賞（1975年）
- 大衆音楽の殿堂（死後）

## 実績
- 2005年5月現在、2217タイトルの音楽作品が発表されており、約6960万枚、810曲、738億円を売り上げている（通算で）（歌った曲だけで見ると599曲である。）[2]。
- 1987年8月24日、オリコンシングルチャート1位を当時最年長で獲得（52歳7か月）。後に小田和正「こころ」に抜かれる。
- 1987年8月31日、アルバムがオリコン「LP&TAPESチャート」で100位以内に13作品がランクイン（当時のアルバム最高記録・現在は2位タイ記録）。なお、オリコンLPチャートでは100位以内5作品ランクインが自己最高記録である。
- 1957年、日本人アーティスト（流行歌）として初めてLPレコード『裕次郎と貴女の夜』を出している説がある[3]。LP盤『裕次郎と貴女の夜』の発売当初の定価は1000円（高卒の最低賃金が8000円の時代）だったが、40万枚超を売り上げ大ヒットした[4]。
- デュエット曲の録音数28曲は当時（日本人）歴代1位。後に稲垣潤一の34曲に抜かれている。彼の別称を（サンケイスポーツでは）「デュエットの帝王」と呼んだ。